# بيض بوشيه
بيض البوشيه هو بيض تم طهيه خارج القشرة عن طريق سلق البوشيه (أو في بعض الأحيان التبخير)، بدلاً من الغلي. يمكن أن ينتج عن طريقة التحضير هذه بيض مطبوخ بدقة أكثر من عند الطهي في درجات حرارة أعلى مثل ماء الغلي.

## طريقة التحضير

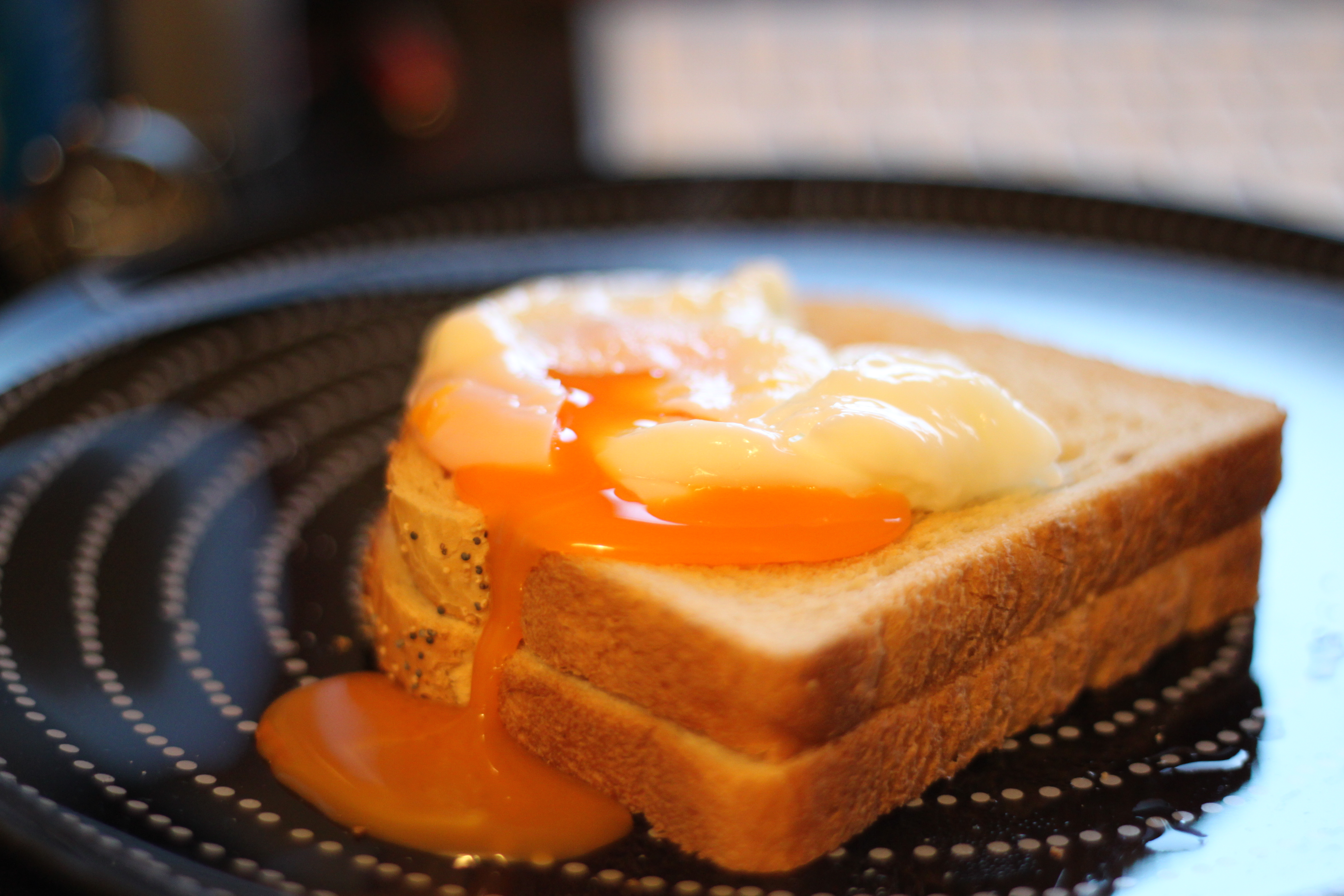
بيضة بوشيه على قطعتي خبز

تتشقق البيضة في كوب أو وعاء من أي حجم، ثم تنزلق برفق في قدر من الماء عند 75 درجة مئوية تقريبًا (أي 167 درجة فهرنهايت) وتطهى حتى يتماسك معضم بياض البيض، ولكن الصفار يبقى طريًا. بيض البوشيه «المثالي» يحتوي على صفار سائل إلى حد ما، مع قشرة صلبة ولا يتبقى أي بياض نيء. في البلدان التي تفرض تلقيح السالمونيلا العالمي للدجاج، فإن تناول البيض مع صفاره آمن تمامًا.
عندما يتكسر البياض في الماء عند درجة حرارة سلق البوشيه ويتشبث بالصفار، فذلك يؤدي إلى بياض مطهي وصفار سائل.
تحتوي أي بيضة دجاج على بعض البياض المعرض للتشتت في سائل السلق والطهي في رغوة غير مرغوب فيها. لمنع ذلك، يمكن تصفية البيضة مسبقًا لإزالة المكون الأرق من البياض. يمكن أيضًا إضافة كمية صغيرة من الخل إلى الماء، لأن صفاته الحمضية تسرع من عملية السلق. قد يؤدي تحريك الماء بقوة أيضًا لإنشاء شكل دوامة إلى تقليل التشتت في البيض.